# هنریک استنسن
هنریک استنسن ((به انگلیسی: Henrik Stenson)؛ زادهٔ ۵ آوریل ۱۹۷۶) گلف‌باز حرفه‌ای اهل کشور سوئد است. او اولین مرد سوئدی است که توانسته به مقام نخست مسابقات آزاد قهرمانی جهان در سال ۲۰۱۶ برسد. وی رکورد حضور در جدول ۱۰ گلف‌باز برتر جهان به مدت ۲۵۰ هفته متوالی را در کارنامه دارد.